# Valerio Giobbi
Valerio Giobbi (Bodio, ... – ...; fl. XX secolo) è stato un cestista e allenatore di pallacanestro svizzero naturalizzato italiano.

## Biografia
Nasce in Svizzera da padre elvetico e madre italiana, originaria di Varese. Alla morte del padre si trasferisce con la famiglia nella città giardino.
In Serie A ha vestito la maglia di Varese, con cui ha giocato dall'anno della fondazione, il 1945, fino al 1949, allenandola in seguito dal 1954 al 1955. Fratello di Arialdo Giobbi, ha giocato con lui nei primi anni della storia della squadra varesina.